# Розово (Пазарджикская область)
Розово (болг. Розово) — село в Болгарии. Находится в Пазарджикской области, входит в общину Брацигово. Население составляет 544 человека.

## Политическая ситуация
В местном кметстве Розово, в состав которого входит Розово, должность кмета (старосты) исполняет Йорданка Иванова Петкова (Граждане за европейское развитие Болгарии (ГЕРБ)) по результатам выборов правления кметства.
Кмет (мэр) общины Брацигово — Васил Михайлов Гюлеметов (независимый) по результатам выборов в правление общины.